# Likholmen, Lojo
Likholmen, finska: Ruumissaari, är en ö i Finland. Den ligger i sjön Lojo sjö och i kommunerna Lojo och Raseborg och landskapet Nyland, i den södra delen av landet, 60 km väster om huvudstaden Helsingfors. Öns area är 0,8 hektar och dess största längd är 190 meter i nord-sydlig riktning.